# Eyumodjock
Eyumodjock (oder: Eyumodjok) ist eine Gemeinde in Kamerun. Sie liegt in der Region Sud-Ouest und dort im Département Manyu.

## Lage
Eyumodjock liegt im Westen Kameruns im Regenwald. Etwa 10 Kilometer westlich beginnt Nigeria. Südlich der Gemeinde liegt der Ejagham-See. 

## Verkehr
Eyumodjock liegt an der Nationalstraße N6.